# Valencia Club de Fútbol (femenino)
El Valencia Club de Fútbol Femenino es un club de fútbol femenino español de la ciudad de Valencia, capital de la Comunidad Valenciana, España. Actualmente milita en la Segunda División Femenina, tras descender de Primera División en la temporada 2024-25, en la que compitió desde 2007-08 y obtuvo la tercera posición como mejor resultado en 2016-17. En la clasificación histórica del fútbol femenino en España ocupa la octava posición y ha disputado 18 ediciones en la máxima categoría. Anteriormente se denominó D.S.V. Colegio Alemán o A. D. Colegio Alemán - Universitat de València, pero utiliza el nombre y distintivos del Valencia Club de Fútbol fruto de un convenio en 2009.

## Historia
El equipo surge en 1998, cuando un grupo de chicas pidió la creación de un equipo de fútbol femenino en el Colegio Alemán de Valencia. Se inscribe en la Federación Valenciana para disputar una competición oficial por primera vez en la temporada 1999-2000, y compiten dajo el nombre de Deutscher Sportverein Valencia, aunque el equipo es más conocido en sus primeros años por el acrónimo DSV. Más adelante cambiará su denominación por la de C. D. DSV - Colegio Alemán Valencia. Durante las primeras temporadas el equipo fue completamente amateur, pero a medida en que el club comenzó a ganar campeonatos y a ascender categorías comenzó a invertir en la contratación de mejores jugadoras y equipo técnico destacando el trabajo de Pedro Malabia como responsable de conseguir la financiación del club. Así el club llega a un acuerdo con la Universidad de Valencia para jugar sus partidos en el Campus Universitario y pasa a utilizar el nombre de A. D. Colegio Alemán - Universitat de València. 
El equipo ascendió a la Superliga y con la llegada a la élite del fútbol español el club tuvo más facilidades para lograr buenas jugadoras, incluso descartes del campeón de liga el Levante U. D. También se realizaron inversiones en la cantera, e incluso jugadoras internacionales con la Selección Española como la portera Cristina Estévez. En la temporada 2007-08 terminó en decimosegundo lugar, a un puesto del descenso, y logró salvar la categoría. La siguiente campaña en la máxima categoría acabaron la liga en decimocuarto lugar, de nuevo a un puesto del descenso. En verano de 2009, el club firma un convenio con la Fundación Valencia C. F. por el cual pasa a competir bajo la denominación Valencia Féminas Club de Fútbol, utilizando los distintivos del Valencia C. F.
Entre las temporadas 2009-2010 y 2012-2013 el Valencia siguió peleando por la permanencia. Tras la llegada de Amadeo Salvo a la presidencia y Francisco Rufete a la dirección deportiva el club invirtió más en la sección, fichando a internacionales como Mariajo Pons, Sara Monforte y Maripaz Vilas, y el equipo pasó a los puestos altos de la tabla. En la temporada 2014-2015 el Valencia Féminas consigue hacer historia al terminar la liga en 4ª posición y lograr clasificarse para la final de la Copa de la Reina por primera vez en su historia tras derrotar por 1-0 al FC Barcelona en semifinales. Finalmente no pudo hacerse con la copa al perder 2-1 en la final contra el Sporting de Huelva.
La temporada siguiente, el equipo de Cristian Toro mantendría la base del año anterior logrando así que el equipo terminase en una merecida 4ª posición, que le permitió clasificarse para la Copa de la Reina. En esta competición, el Valencia eliminó a la UDG Tenerife en los cuartos de final con un amplio resultado de 3-0, pero esto no se pudo repetir cuando en las semifinales el Atlético de Madrid eliminó al equipo blanquinegro en la prórroga por un resultado de 2-1.

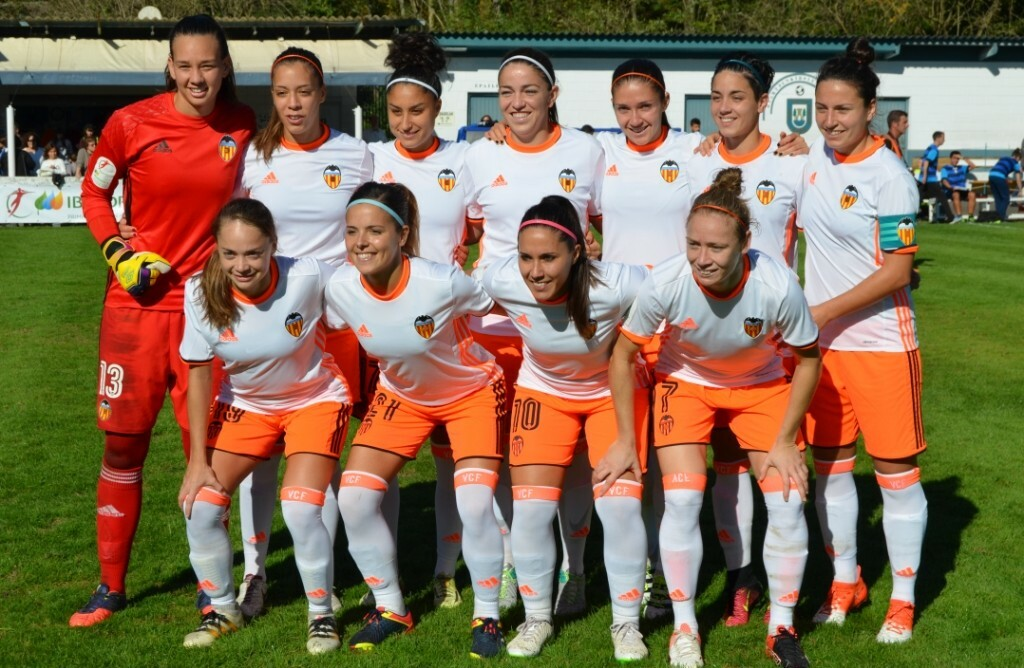
Plantilla del Valencia C. F. Femenino en 2016.

La Liga Iberdrola 2016-17 iba a ser la mejor de la historia del club, hasta la fecha. Los 68 puntos conseguidos por el equipo de la capital del Turia, estuvieron cerca de darles por primera vez en su historia, la clasificación a la UEFA Champions League. Finalmente consiguieron una 3ª posición y la clasificación a la Copa de la Reina que empezarían disputando ante el Athletic Club. Lograron un resultado de 1-3 favorable al Valencia CF, con doblete de la internacional Mari Paz Vilas y gol de Estefanía Banini. En la semifinal cayeron ante el F. C. Barcelona por 2-1. La Liga Iberdrola 2017-18 vería para el Valencia un cambio en el banquillo. Cristian Toro dejó su puesto cinco años y medio después y le relevó Jesús Oliva. El equipo acabó quinto en la tabla de clasificación con 50 puntos. En la Copa de la Reina fue eliminado en cuartos de final por el Atlético de Madrid. El club confió el cargo de entrenador a Óscar Suárez para la Liga Iberdrola 2018-19. El equipo empeoró los números del ejercicio anterior y Suárez fue destituido, acabando la temporada Carol Miranda. El Valencia CF Femenino fichó en junio de 2019 para el nuevo proyecto a Irene Ferreras. Con el equipo antepenúltimo en la tabla, los resultados negativos cosechados (15 puntos sobre 54 posibles) acabaron con el despido de la preparadora madrileña. Igual que en la temporada anterior volvió a hacerse cargo Carol Miranda de manera provisional a la espera de encontrar sustituto. El 12 de febrero se anunció la llegada de José Bargues como nuevo entrenador hasta final de temporada y también para la siguiente.
Con José Bargués en la temporada 20-21 a pesar de que su juego no era muy distintivo pudieron quedar a mitad tabla y en ese equipo destacaron jugadoras como Anna Torrodá , Candela Andújar, Berta Pujadas , Ellen Jansen entre otras. Tras finalizar la temporada y entrando en la temporada 21-22 hubo cambio de entrenador una vez más y colocaron a la que la temporada anterior estaba de 2ª entrenadora con José Bargués, Andrea Esteban donde se pudo ver a una entrenadora joven con falta de experiencia en la categoría que a pesar de intentarlo partido tras partido los resultados costaban. En enero de esa temporada prescindieron de Andrea Esteban de un día para otro y colocaron a Jesús Oliva en principio como interino. Tras salvar la categoría decidieron que era buena opción seguir con Jesús Oliva como entrenador que también ocupa el puesto de director deportivo de la sección. 
Claramente no fue la mejor opción y se podía ver en cada partido la falta de indicaciones por parte del entrenador, las jugadoras sin ideas porque en muchas ocasiones no las colocaba donde tocaba su posición hasta que finalmente fueron las propias jugadoras las que se sacaron las castañas del fuego con un entrenador que claramente no valía para su puesto. A pesar de las quejas de parte de la afición valencianista, el club no quiso mover ningún dedo hasta finales de esa temporada.

## Uniforme
- Uniforme titular: Camiseta blanca con detalles negros y naranjas, pantalón negro con detalles naranjas y medias blancas, negras y naranjas.
- Uniforme alternativo: Camiseta negra con detalles naranjas, pantalón naranja con detalles negros y medias negras con detalles naranjas.
- Tercer uniforme: Camiseta azul, pantalón azul y medias azules con detalles blancos.

### Evolución histórica
| 1999−2000 | 2000−2007 | 2007−2009 | 2009−2013 | 2013-2014 | 2014-2015 |

## Jugadoras

### Altas y bajas 2020-21
| Altas                 | Altas          | Altas               | Altas           | Altas    |
| Jugadora              | Pos.           | Procedencia         | Tipo            | Coste    |
| --------------------- | -------------- | ------------------- | --------------- | -------- |
| Anna Torrodà          | Defensa        | RCD Espanyol        | Traspaso        | 20.000 € |
| Candela Andújar       | Delantera      | FC Barcelona Femení | Cesión          |          |
| Carla Bautista        | Delantera      | Real Sociedad       | Libre           |          |
| Noelia Gil            | Portera        | Málaga CF           | Libre           |          |
| Iina Salmi            | Centrocampista | AFC Ajax            | Libre           |          |
| Esther Martín-Pozuelo | Defensa        | CD Tacón            | Libre           |          |
| Kerlly Real           | Defensa        | Córdoba CF          | Libre           |          |
| Ellen Jansen          | Delantera      | AFC Ajax            | Libre           |          |
| Júlia Aguado          | Delantera      | Cantera             | Sube del filial |          |

| Bajas              | Bajas          | Bajas                | Bajas                 | Bajas |
| Jugadora           | Pos.           | Destino              | Tipo                  |       |
| ------------------ | -------------- | -------------------- | --------------------- | ----- |
| María Pí           | Portera        | Granada CF           | Fin de contrato       |       |
| Mandy van den Berg | Defensa        | PSV Eindhoven        | Fin de contrato       |       |
| Paula Nicart       | Defensa        |                      | Fin de contrato       |       |
| Mónica Flores      | Defensa        | CF Monterrey Femenil | Fin de contrato       |       |
| Viola Calligaris   | Defensa        | Levante Femenino     | Fin de contrato       |       |
| Bea Beltrán        | Defensa        |                      | Fin de contrato       |       |
| Carolina Férez     | Centrocampista | Levante Femenino     | Fin de contrato       |       |
| Natalia Gaitán     | Centrocampista | Sevilla FC           | Fin de contrato       |       |
| Georgina Carreras  | Centrocampista | PSV Eindhoven        | Fin de contrato       |       |
| Naiara Beristain   | Centrocampista |                      | Fin de contrato       |       |
| Zenatha Coleman    | Delantera      | Sevilla FC           | Fin de contrato       |       |
| Mari Paz Vilas     | Delantera      | Real Betis Féminas   | Fin de contrato       |       |
| Cara Curtin        | Delantera      |                      | Rescisión de contrato |       |

## Cantera
Además del primer equipo que compite en la Primera División Femenina, el club cuenta con tres equipos más. El Valencia C. F. Femenino 'B' alcanzó la Segunda División Femenina en la temporada 2018-2019. Desde la 2019-2020 el filial valencianista compite en la nueva Reto Iberdrola. También cuenta con cuatro equipos compitiendo en las categorías de fútbol base.

## Trayectoria
Desde su ascenso a la Primera División Femenina de España en la temporada 2007-08 estos han sido los resultados que ha obtenido el Valencia Club de Fútbol Femenino:
| Temporada | División | Posición  | Total Puntos | P. Ganados | P. Empatados | P. Perdidos | Goles a favor | Goles en contra | Máxima goleadora  | Copa de la Reina |
| --------- | -------- | --------- | ------------ | ---------- | ------------ | ----------- | ------------- | --------------- | ----------------- | ---------------- |
| 2006-07   | 2ª       | 1º de 14  | 68           | 22         | 2            | 2           | 93            | 15              | -                 | No clasificado   |
| 2007-08   | 1ª       | 12º de 14 | 22           | 6          | 4            | 16          | 36            | 59              | Marta Mateos (14) | No clasificado   |
| 2008-09   | 1ª       | 14º de 16 | 25           | 8          | 1            | 21          | 39            | 81              | Marta Mateos (20) | No clasificado   |
| 2009-10   | 1ª       | 17º de 22 | 25           | 7          | 4            | 13          | 52            | 55              | Marta Mateos (23) | No clasificado   |
| 2010-11   | 1ª       | 10º de 23 | 53           | 17         | 2            | 9           | 67            | 52              | Marta Mateos (17) | Octavos de final |
| 2011-12   | 1ª       | 14º de 18 | 31           | 10         | 1            | 23          | 37            | 83              | Marta Mateos (12) | No clasificado   |
| 2012-13   | 1ª       | 13º de 16 | 30           | 9          | 3            | 18          | 29            | 52              | Marta Mateos (9)  | No clasificado   |
| 2013-14   | 1ª       | 6º de 16  | 51           | 15         | 6            | 9           | 45            | 27              | Mª Paz Vilas (17) | Cuartos de final |
| 2014-15   | 1ª       | 4º de 16  | 59           | 17         | 8            | 5           | 58            | 25              | Mª Paz Vilas (21) | Subcampeón       |
| 2015-16   | 1ª       | 6º de 16  | 49           | 15         | 4            | 11          | 65            | 30              | Mª Paz Vilas (19) | Semifinal        |
| 2016-17   | 1ª       | 3º de 16  | 68           | 20         | 8            | 2           | 69            | 11              | Mª Paz Vilas (28) | Semifinal        |
| 2017-18   | 1ª       | 5º de 16  | 50           | 14         | 8            | 8           | 49            | 32              | Mª Paz Vilas (19) | Cuartos de final |
| 2018-19   | 1ª       | 8º de 16  | 35           | 8          | 11           | 11          | 41            | 53              | Mª Paz Vilas (14) | Octavos de final |
| 2019-20   | 1ª       | 15º de 16 | 17           | 3          | 8            | 10          | 21            | 53              | Mª Paz Vilas (8)  | Octavos de final |

## Palmarés
| Temporada | Trofeo                                            | País   | Resultado  |
| --------- | ------------------------------------------------- | ------ | ---------- |
| 2006-2007 | Campeonato de Liga 2ª División Femenina de España | España | Campeón    |
| 2014-2015 | XII Memorial Tomás Caballero                      | España | Campeón    |
| 2014-2015 | Copa de la Reina de Fútbol                        | España | Subcampeón |